# Spicer
Spicer és una població dels Estats Units a l'estat de Minnesota. Segons el cens del 2000 tenia 1.126 habitants.

## Demografia
Segons el cens del 2000, Spicer tenia 1.126 habitants, 528 habitatges, i 302 famílies. La densitat de població era de 402,5 habitants per km².
Dels 528 habitatges en un 26,1% hi vivien nens de menys de 18 anys, en un 46,8% hi vivien parelles casades, en un 8,5% dones solteres, i en un 42,8% no eren unitats familiars. En el 37,9% dels habitatges hi vivien persones soles el 21% de les quals corresponia a persones de 65 anys o més que vivien soles. El nombre mitjà de persones vivint en cada habitatge era de 2,13 i el nombre mitjà de persones que vivien en cada família era de 2,82.
Per edats la població es repartia de la següent manera: un 21,3% tenia menys de 18 anys, un 9,4% entre 18 i 24, un 26,1% entre 25 i 44, un 22,6% de 45 a 60 i un 20,6% 65 anys o més.
L'edat mediana era de 41 anys. Per cada 100 dones de 18 o més anys hi havia 86,9 homes.
La renda mediana per habitatge era de 33.913 $ i la renda mediana per família de 48.542 $. Els homes tenien una renda mediana de 36.477 $ mentre que les dones 24.219 $. La renda per capita de la població era de 21.103 $. Entorn del 5,5% de les famílies i el 8,7% de la població estaven per davall del llindar de pobresa.

## Poblacions més properes
El següent diagrama mostra les poblacions més properes.